# Bernardino Zaganelli
Bernardino Zaganelli, född omkring 1460 i Cotignola, död 1509, var en italiensk målare, bror till Francesco Zaganelli, efter sin födelseort kallad da Cotignola.
Båda bröderna tillhörde skolan i Romagna och förmodas ha varit lärjungar av Rondinelli. Arbeten av bröderna finns i Rimini, Forli, Milano och Parma. Av Bernardino Zaganelli finns en altartavla i karmelitkyrkan i Pavia, dess predella, Sankt Sebastians martyrium, förvaras i Londons National Gallery.